# Orsbacher Wald
Das Naturschutzgebiet Orsbacher Wald liegt im Gebiet der Stadt Aachen bei Orsbach.

## Beschreibung
Das Naturschutzgebiet besteht aus zwei durch bewirtschaftete Felder getrennte Flächen.
Der südliche Teil besteht fast zur Gänze aus einem früher bewirtschafteten Niederwald mit Stockausschlag und Wurzelaustrieben. Er gliedert sich in einen oberen Teil auf oberflächenversauerten Böden mit einem artenarmen Eichen-Hainbuchenwald und einen unteren aus artenreicherem Eichen-Hainbuchenwald auf einem Boden aus Feuersteinkreide und Vijlener-Kalken. Die Grenze zu den bewirtschafteten Feldern bildet ein dichter Buschsaum mit Resten eines Halbtrockenrasenes des Mesobromion-Verbandes. Dieser Wald wurde jahrelang nicht bewirtschaftet und ist dadurch fast undurchdringlich geworden. Mit seinen faulenden Stämmen und Stubben ist er ideal für die in diesem Biotop heimische Kleintierfauna. Nördlich liegt ein kleiner Kalksteinbruch, der zu einem Trichter erodiert ist. An seinen Rändern sind Schlehe, Weißdorn und andere typische Gehölze zu finden, im Inneren befinden sich ein Kalkhalbtrockenrasen sowie verkümmerte Winterlinden.
Die nördliche Teilfläche ist mit 4 Hektar einiges kleiner. Der früher ebenfalls bewirtschaftete Niederwald besteht aus birkenreichem Eichen-Hainbuchenwald mit artenarmen Unterwuchs. Die Hälfte wurde mittlerweile geschlagen und sich selbst überlassen, der Boden ist stark versauert. Die natürliche Vegetation entspräche dem Flattergras-Buchenwald (Milio-Fagetum). Hier gibt es eine sehr reichhaltige Schmetterlingsfauna mit schätzungsweise 350 bis 400 Arten.

## Schutzzweck
Schutzziel ist die Erhaltung und Wiederherstellung der Lebensräume bestimmter wildwachsender Pflanzen und wild lebender Tiere sowie des Kalkmagerrasens. Zudem ist die historische Waldwirtschaftsform aus landeskundlichen Gründen schutzwürdig.